# Titanenkampf
Titanenkampf est un film allemand muet réalisé par Joseph Delmont, sorti en 1916. 

## Synopsis
Un chercheur et biologiste alimentaire réussi à mettre au point une nouvelle forme de pilules nutritionnelles qui, d'après lui, régleront définitivement les problèmes de la faim dans le monde. Seulement, son collègue a de tout autre projet pour cette son invention, envisageant déjà d'en faire le commerce auprès de grande sociétés. La bataille entre les deux savants commencent...

## Fiche technique
- Titre original : Titanenkampf
- Réalisation : Joseph Delmont
- Scénario :  Joseph Delmont
- Directeur de la photographie : Max Faßbender
- Sociétés de production : Joseph Delmont-Film
- Pays de production :  Empire allemand
- Longueur : 1 300 mètres (4 bobines)
- Format : Noir et blanc - 1,33:1 - Muet
- Dates de sortie : 
  - Empire allemand : décembre 1916

## Distribution
- Erich Kaiser-Titz
- Alfred Kühne
- Ilse Bois
- Hansi Hesch
- Berthold Rose